# Svíba (Polná na Šumavě)
Svíba, dříve také Šviba nebo Švíba (německy Schwiebgrub, lidově Grub), je název zaniklé vesnice, jejíž jádro leželo na území dnešní obce Polná na Šumavě v okrese Český Krumlov.
Od 1. ledna 2016 je původní osada Svíba součástí katastrálního území Polná na Šumavě obce Polná na Šumavě. Stejnojmenné katastrální území Svíba se však nachází jihovýchodně od této zaniklé vesnice, na území městyse Hořice na Šumavě, a leží na něm části Provodice a Stěžerov tohoto městyse. 

## Historie
Území vesmiice bylo osídleno již v pravěku. Ve 30. letech 20. století prozkoumal jeskyňku nedaleko Svíby Karl Brdlik; nalezené archeologické artefakty pocházejí ze starší doby bronzové a z doby halštatské.
První písemná zmínka o obci pochází z roku 1440. V roce 1869 byla obec uváděna pod názvem Šviba, v letech 1880–1910 pod názvem Švíba, v letech 1921–1930 pod názvem Svíba.  V roce 1930 zde stálo 15 domů a žilo 90 obyvatel.  Po druhé světové válce Svíba zanikla. V letech 1950–2015 bylo její území součástí vojenského výcvikového prostoru, později vojenského újezdu Boletice. Osadami obce Švíba (Svíba) byla před jejím zánikem i dnes již zaniklá osada Kovářovice (Kovařovice), a dále Provodice a Stěžerov, jejichž zbytky jsou dnes částmi městyse Hořice na Šumavě.